# Juan Torres Fontes
Juan Torres Fontes (Murcia, 23 de junio de 1919-Murcia, 16 de junio de 2013) fue un catedrático de Historia Medieval español.

## Biografía
Nació en Murcia el 23 de junio de 1919. Cursó los estudios de Ciencias Históricas en las Universidades de Murcia y Valencia, para posteriormente iniciar su doctorado en la Universidad Central de Madrid en 1941, obteniendo el título de doctor en 1944 con la tesis La Crónica de Enrique IV del Dr. Galíndez de Carvajal. Como docente estuvo ligado a la Universidad de Murcia a partir de 1943, cuando ingresó como profesor ayudante en la Facultad de Filosofía y Letras. Fue nombrado académico correspondiente de la Real Academia de la Historia en 1949 y en 1951 contrajo matrimonio con Cristina Suárez Ruiz.
En la década de 1980 se jubiló de su cargo como archivero municipal de Murcia (que ocupó de 1953 hasta 1985) y de su cátedra universitaria (en 1986), aunque continuó como profesor emérito[./Juan_Torres_Fontes#cite_note-FOOTNOTEVeas_Arteseros2013943-2 [2]] y como director de la Real Academia Alfonso X el Sabio (hasta 2007). Fue también director del Museo Salzillo (entre 1955 y 1992).
Torres Fontes que tuvo entre sus hijos a Cristina, María del Mar y Juan, falleció en Murcia el 16 de junio de 2013.